# Ботаничка башта
Ботаничка башта је научно-истраживачка, наставна и културно-просветна установа у којој се налазе колекције живих биљака које репрезентују разноврсност и богатство биљног света на Земљи. Замишљена као збирка живих биљака формирана да би се приказали међусобни односи унутар биљних група. Уређују се по фитогеографском, систематском и еколошком принципу.
Ботаничке баште су често вођење од стране универзитета или других научних институција, која су углавном на неки начин повезана са истраживачким програмима везаним за ботанику, и имају уређен хербаријум. У суштини, њихова улога је да сачувају и одрже документовану колекцију живих биљака. Те биљке се често чувају за научна истраживања, јавних приказивања и подучавања, мада намена биљака најчешће зависи од доступних ресурса и од специјалних интереса који постоје од стране запослених у свакој башти.
Ботаничке баште потичу из средњег века и простора Европе и настале су из медицинских башти. Прве медицинске баште су настале у Ренесансној Италији у 16. веку. Почетна брига и занимање за медицинске биљке у 17. веку се променила у интересовање за нове врсте биљака које су доношене из истраживачких експедиција, чије су дестинације биле изван Европе. У 18. веку, систем номенклатуре и класификације биљака је био смишљен од стране ботаничара који су радили у универзитетима који су били специјално усмерени на ботанику. Брзим развојем европског империјализма крајем 18. века, ботаничке баште су прављене у регијама са тропском климом, и биљке су почеле да се користе за продају.

## Дефиниција
Ботаничка башта је строго заштићена зелена површина у којој руководство дизајнира и ствара уређене баште и чува документоване колекције живих и сачуваних биљака, које имају важност у областима научног истраживања, образовања, јавног представљања, чувања, ограничене употребе, које се могу користити као туристичка атракција или за производњу производа на бази биљка, који ће се користити за људско добро.

## Историја
Историја ботаничких башти је блиско повезана са историјом ботанике. Почетни облик ботаничких башти су биле медицинске баште, које су се у том облику задржале до 17. века. Развој медицинских ка ботаничким баштама обухвата представљање лепих, необичних, нових и понекад економски исплативих трофејних биљака које су доношене из европских колонија и других удаљених крајева света. У 18. веку се постале и алат за образовање, приказујући нови систем класификације биљака осмишљен од стране ботаничара. У 19. и 20. веку, ботаничке баште су се развијале у правцу комбинације еклектичних и специфичних колекција биљка, које приказују различите аспекте ботанике и хортикултуре.